# Метцельс
Метцельс (нім. Metzels) — громада в Німеччині, розташована в землі Тюрингія. Входить до складу району Шмалькальден-Майнінген. Складова частина об'єднання громад Вазунген-Амт-Занд.
Площа — 16,17 км2. Населення становить Невірний параметр metadata 16 066 044 ос. (станом на 31 грудня 2021).